# سكينة الصاحب
سكينة الصاحب (مواليد 1 أبريل 1995) لاعبةُ تايِكْوَنْدُو مغربيةٌ، حاصلة على الميدالية الذهبية في وزن 46 كغم في بطولة الألعاب الأفريقية وذهبيتين في بطولة أفريقيا للتايكوندو.

## مسيرتها الرياضية
ـ ذهبية بطولة الإمارات الدولية المصنفة G1 وزن أقل من 46 كلغ
ـ ذهبية كأس رئيس الاتحاد الدولي، أكادير الدولية المصنفة G2 وزن أقل من 46 كلغ
ـ ذهبية دورة الألعاب الإفريقية المصنفة G4 وزن أقل من 46 كلغ
ـ بطولة مصر الدولية المصنفة G2 وزن أقل من 46 كلغ
ـ بطولة فرنسا الدولية المصنفة G1 وزن أقل من 46 كلغ
ـ الرتبة الخامسة ببطولة العالم بمانشستر المصنفة G12 وزن أقل من 46 كلغ
ـ الرتبة الخامسة بطولة أستراليا المصنفة G2 وزن أقل من 46 كلغ
ـ الرتبة الخامسة بكأس رئيس الاتحاد الدولي منطقة إقينوسيا المصنفة G2 وزن أقل من 46 كلغ
ـ ثمن نهاية بطولة كراند سلام وزن أقل من 49 كلغ
- برونزية أول نسخة لبطولة العالم للتايكوندوا
- ذهبية ألعاب التضامن الإسلامي أقل من 46 كلغ